# Mortemia
Mortemia es una banda noruega de metal gótico bajo el concepto de agrupación de estudio de un solo integrante ("hombre orquesta"), con Morten Veland como único músico. Veland además, es un reconocido compositor y fundador de las bandas Tristania y Sirenia.

## Historia
El 6 de julio de 2009, la banda firmó un contrato discográfico con Napalm Records.  Su álbum debut Misere Mortem, fue lanzado en febrero de 2010. Una canción del disco, "The One I Once Was" está disponible con su vídeo oficial en su sitio en Myspace desde el 17 de enero de 2010.
El CD fue grabado en el Audio Avenue Studios de Veland en Stavanger, Noruega y el Sound Suite Studios en Marsella, Francia. El propio Morten produjo, arregló y mezcló las pistas de este trabajo musical.
Con Misere Mortem, Morten Veland ha querido rescatar el sonido que desarrolló en el Beyond the Veil de Tristania, considerado por muchos como el mejor álbum de la banda, o bien en el At Sixes and Sevens de Sirenia.
A diferencia de Sirenia (su banda principal), Mortemia no tiene vocalista femenina, ni tiene un sonido tan comercial. Se trata más bien de un metal gótico con gran profusión de teclados ambientales y solos de guitarras, en el que predomina el medio tempo.
Con este  proyecto, se pretendió crear un concepto musical distinto en la escena metalera. Sin embargo, Mortemia está fuertemente influenciado por la composición característica de Veland, con una mezcla balanceada de metal y música clásica.
Por otro lado, Mortemia es una banda paralela a Sirenia, sin dejar de lado a esta reconocida agrupación.
El 20 de abril de 2021, después de once años de ausencia, se anunció que Mortemia lanzaría una serie de nuevas canciones como parte del EP The Pandemic Pandemonium Sessions, a través del nuevo sello discográfico de Morten Veland, Veland Music para descarga digital. El concepto musical es más melódico y diverso que el álbum anterior, al incluir a varias vocalistas femeninas invitadas en cada canción y al no contar con el característico coro sibfonico. 
El 14 de mayo de 2021, lanzó el sencillo digital "The Enigmatic Sequel" presentando a la cantante sueca Ingrid Madeleine Liljestam ("Eleine" ). El 18 de junio,  lanzó "Death Turns a Blind Eye", con la mexicana Marcela Bovio. El 21 de julio, salió  "The Hour of Wrath", con Alessia Scoletti. El 10 de septiembre Lanzó "Decadence Deepens Within", con la participación de Liv Kristine.

## Miembros
- Morten Veland – todos los instrumentos, producción, arreglos y mezclas.

## Discografía
Álbumes de estudio
- Misere Mortem (2010)

EPs
- The Pandemic Pandemonium Sessions (2021)
- The Covid Aftermath Sessions (2023)

Sencillos
- "Death Turns a Blind Eye"
- "The Enigmatic Sequel"
- "The Hour of Wrath"
- "Decadence Deepens Within"